# Liste persischer Komponisten klassischer Musik
Abkürzungen: Kl/Tr: Klassisch/Traditionell; Z/Sym: Zeitgenössisch Symphonisch; W/Kl: Westlich Klassisch

## A
- Sara Abazari (* 1976 in Teheran) Z/Sym
- Hossein Alizadeh (* 1951 in Teheran), Kl/Tr, Tar, Setar
- Lili Afshar (* 1960), W/Kl, Gitarristin der Klassischen Gitarre

## B
- Samin Baghtcheban (* 1925–19. März 2008)
- Mohammad Baharloo (1929–2007), Kl/Tr; W/Kl, Komponist, Dirigent, Geiger
- Nur-Ali Borumand (1905–1977)

## D
- Hossein Dehlavi (1927 in Teheran – 2019 ebenda), Kl/Tr

## E
- Majid Entezami (* 1948 in Teheran), Z/Sym

## F
- Farhad Fakhreddini (* 1938), Komponist, Dirigent
- Farzia Fallah (* 1980 in Teheran) Z/Sym
- Said Farajpouri (* 1961 in Sanandadsch), Kl/Tr, Kamantsche
- Hormoz Farhat (* 1929 in Teheran), Z/Sym, Musikwissenschaftler
- Fereydoun Farzaneh (1911–1985)

## H
- Aminollah Hossein (1905–1983), W/Kl

## K
- Hassan Kasaei (1928–2012), Kl/Tr
- Ruhollah Khaleghi (* 1906 in Mahan – 1965 in Salzburg), Z/Sym, Dirigent, Autor
- Shahrokh Khagenouri (* 1952), Z/Sym

## L
- Fariborz Lachini (* 25. August 1949), Z/Sym, Filmmusik
- Mohammad Reza Lotfi (1947 in Gorgan – 2014 in Teheran), Kl/Tr, Tar, Setar
- Sharif Lotfi (* 1950 in Rascht), Komponist, Dirigent

## M
- Parviz Mahmoud (1910–1996), Z/Sym, Gründer des Teheraner Symphonieorchesters in seiner modernen Form
- Lotfi Mansouri (15. Juni 1929 – 30. August 2013), W/Kl, Operndirektor
- Javad Maroufi (1912 – 7. Dezember 1993 in Teheran), Z/Sym, Pianist
- Alireza Mashayekhi (* 1940 in Teheran), Komponist, Musiker und Dirigent
- Nader Mashayekhi (* 1958 in Teheran), Avantgarde Künstler, 2006–2007 Dirigent des Teheraner Symphonie Orchester
- Mohammd Taqi Masoudieh (1927–1999), Kl/Tr
- Emanuel Melik-Aslanian (1915–2003), Komponist und Pianist
- Gholamreza Minbashiyan, Kl/Tr
- Ali Mazloum-Nejadari, Komponist, Kamantschespieler

## N
- Hossein Nassehi (verstorben 1977 in Teheran), Kl/Tr

## P
- Faramarz Payvar (10. Februar 1932 in Teheran – 9. Dezember 2009 ebenda), Kl/Tr, Santur
- Mohammad Pazhutan (* 1974), W/Kl
- Ahmad Pejman (* 1937 in Lar, Iran), Z/Sym
- Mostafa Kamal Pourtorab (1924–2016), Kl/Tr

## R
- Ali Rahbari (* 1948 Teheran), W/Kl, Dirigent
- Anoushirvan Rohani (* 1939 in Rascht), W/Kl, Pianist, Songwriter; Komponist des persischen Geburtstagsklassikers „Tavalod“
- Shahrdad Rohani (* 1954 Rascht), W/Kl, Violinist, Pianist, Dirigent

## S
- Abolhassan Saba (1902–1957), Kl/Tr, Violinist, Setar
- Heshmat Sanjari (1918–4. Januar 1995), Z/Sym, Dirigent, Tar
- Mohammad Shams (* 1954 in Teheran), Z/Sym
- Kiawasch Sahebnassagh (* 1968 in Teheran), Z/Sym, Komponist, Pianist, Musikwissenschaftler
- Pouya Saraei (* 1983 in Teheran), Komponist, Santurspieler

## T
- Ali Tajvidi (* 7. November 1919–15. März 2006), Kl/Tr, Professor an der Universität Teheran, Violinist und Setarspieler
- Loris Tjeknavorian (* 1937 in Borudscherd), W/Kl
- Amir Teymuri (* 17. Juni 1984)

## V
- Ali-Naghi Vaziri (1887–9. September 1979 in Teheran), Kl/Tr, Musikwissenschaftler

## Y
- Payman Yazdanian (* 1969 in Teheran), Z/Sym, Filmmusik

## Z
- Jalal Zolfonoun (1937 in Abadeh, Fars – 2012 in Teheran), Setar
- Mahmoud Zoufonoun (1920–2013), Kl/Tr, Tar